# Maria Isabel Barreno
Maria Isabel Barreno de Faria Martins (Lisboa, 10 de julio de 1939-ibídem, 3 de septiembre de 2016) fue una feminista, historiadora, filósofa y  escritora portuguesa.

## Biografía
Estudió en la Facultad de Letras de la Universidad de Lisboa, donde se licenció en Ciencias Históricas y Filosóficas. Se dedicó a la causa del feminismo, habiendo tomado parte en el Movimiento Feminista de Portugal junto a las también escritoras Maria Teresa Horta y Maria Velho da Costa.

## Obras
- Adaptação do Trabalhador de Origem Rural ao Meio Industrial Urbano (1966)
- A Condição da Mulher Portuguesa (1968) (colaboración)
- De Noite as Árvores São Negras (1968)
- Os Outros Legítimos Superiores (1970)
- Novas Cartas Portuguesas (1971) (coautora, junto con Maria Teresa Horta y Maria Velho da Costa)
- A Morte da Mãe (1972)
- A Imagem da Mulher na Imprensa (1976)
- Inventário de Ana (1982)
- Contos Analógicos (1983)
- Sinos do Universo (1984)
- Contos (1985)
- Célia e Celina (1985)
- O Outro Desbotado (1986)
- O Falso Neutro (1989)
- O Direito ao Presente (1990)
- Crónica do Tempo (1991) - Premio Fernando Namora
- O Enviado (1991)
- O Chão Salgado (1992)
- Os Sensos Incomuns (1993) - Premio P.E.N. Club Portugués de Ficción
- O Senhor das Ilhas (1994)
- As Vésperas Esquecidas (1999)